# 好想感受你的存在
《好想感受你的存在》，是日本摇滚樂團ZARD的第13張單曲。1994年12月24日發行。

## 簡介
發售當天為平安夜，是ZARD所有單曲中，一年裏發行日子最晚的作品。與前作一樣，首週銷量超過30萬張，但以些微差距落後於SMAP的《應該沒問題》屈居Oricon公信榜亞軍，但最終銷量則以本作較多，接近74萬張，是ZARD銷量第10高的單曲。
單曲裏的A面和B面歌曲都被收錄在精選輯《ZARD BLEND II～LEAF&SNOW～》中。
此作的唱片封面和宣傳影片的拍攝為同時進行，發行時卻沒有公開影片，而是2001年、2006年和坂井泉水過世之後分階段形式公開。

## 收錄曲
1. 好想感受你的存在（あなたを感じていたい）
作詞：坂井泉水
作曲・編曲：織田哲郎
  - 織田哲郎唯一曾經參與編曲的ZARD單曲作品。當初織田使用管弦樂的方式進行編曲，氣氛比較平和，後來ZARD的製作團隊對此作出了改動，最終的成品與織田最初的版本在編曲上大相徑庭。
  - 關於歌詞的内容，坂井泉水表示：「大家開始呼出白色的氣體，會不會有『啊，冬天要來了』的感覺？在寒冷和昏暗的早上，充滿母性的雙手放到嘴邊，感覺非常浪漫迷人，歌詞裏的女主角就是帶給大家那種感覺的女生。」[註 1]
  - 被用作NTT DOCOMO傳呼機「パルフィーV」的廣告歌[3]。
2. Take me to your dream （Take me to your dream）
作詞：坂井泉水
作曲：川島美香（日语：川島だりあ）
編曲：明石昌夫
  - 自《Stray Love》以來川島美香再為ZARD提供的歌曲。歌詞主題圍繞結婚前的男女。
3. 好想感受你的存在（Original Karaoke）
作詞：坂井泉水
作曲・編曲：織田哲郎